# Danijel Milovanovic
Danijel Milovanovic, född 18 oktober 1973, är en svensk före detta fotbollsspelare från Falkenberg. 
Milovanovic började spela fotboll i Varbergs BoIS. Han vann skytteligan för Falkenbergs FF i den allra sista upplagan av Division 1 södra år 1999, trots att hans klubb gjorde en dålig säsong och missade en plats i den nya Superettan. Milovanovic gick året därefter till Landskrona BoIS, där han redan från början visade sig vara en skicklig anfallare. Under säsongen 2001 utgjorde han tillsammans med den nyinköpte Daniel Nannskog ett effektivt "radarpar" i BoIS anfall, vilket i hög grad bidrog till Landskrona BoIS comeback i Allsvenskan 2002. I den allsvenska premiärmatchen 2002, som spelades mellan lokalrivalerna Landskrona BoIS och Helsingborgs IF den 6 april på Landskrona IP gjorde han succé genom att göra hattrick (tre mål) i matchen, vilken BoIS vann med 6-2. Under våren och de första matcherna efter uppehållet för VM i fotboll 2002 fortsatte han spela bra i Allsvenskan och Landskrona BoIS ledde serien in i juli månad. Hans elitkarriär fick dock ett abrupt slut då han drabbades av en svårläkt knäskada i en match mot en annan av Landskrona BoIS skånska rivalklubbar, Malmö FF på Malmö Stadion i juli. Danijel arbetar idag som polis.